# Staza
Staza is een plaats in de gemeente Sunja in de Kroatische provincie Sisak-Moslavina. De plaats telt 304 inwoners (2001).